# 白樹代天府
白樹代天府，位於白樹里取其地名白樹而稱白樹代天府。主祀池府千歲，配祀太子爺、福德正神 、註生娘娘、虎爺及值年太歲。池府千歲來自大湖碧湖宮

## 歷史
白樹代天府池府千歲源自清嘉慶六年（西元1801年）村民王姓人氏從大湖碧湖宮祈求香火奉祀，此為池府千歲進駐白樹村之始。清嘉慶九年（西元1804年）日漸獲信徒崇敬，歸公共祀。清嘉慶廿年（西元1815年）建茅厝供奉。昭和十年（民國二十四年，西元1935年）由林福倡議興建代天府，昭和十一年（民國二十五年，西元1936年）完工。民國六十六年（西元1977年）重建成二樓式建築，由林茂川統籌建廟之事，民國六十八年（西元1979年）建成。民國九十九年（西元2010年）改建。